# Социалистическая собственность
Социалисти́ческая со́бственность — юридический термин, использовавшийся в СССР и других социалистических странах для обозначения государственной, общественной и кооперативной собственности, прежде всего в нормативно-правовых актах.
При социализме общественная социалистическая собственность существует в двух формах: 1) в форме государственной собственности и 2) в форме кооперативно–колхозной собственности. Государственная собственность — это всенародное достояние, а  кооперативно–колхозная собственность — это групповая собственность, собственность отдельных коллективов, или объединений трудящихся.
В СССР собственность (такие, как заводы, фабрики и прочие производства) — это общее достояние всего советского народа, а не отдельных личностей. В исключительной собственности государства в СССР находились земля, ее недра, воды, леса. Также государственной собственностью, наровне с Социалистической, оставались основные средства производства в промышленности, строительстве и сельском хозяйстве, средства транспорта и связи, банки, имущество организованных государством торговых, коммунальных и иных предприятий, основной городской жилищный фонд.
Колхозно-кооперативная собственность включала собственность колхозов, а также промысловых артелей, потребительских обществ, жилищно-строительных кооперативов.

## Защита социалистической собственности
Исследователь уголовного мира России и СССР, советский диссидент В.Чалидзе отмечал, что еще в царское время было присуще «пренебрежение правом собственности казны», и эта традиция «осталась значимой и в советское время. Эта традиция получила необычайно широкое распространение… еще и благодаря тому, что ныне собственностью казны или государственной собственностью оказалось почти все вокруг».
Проблемой защиты социалистической собственности от корыстных посягательств советское государство было озабочено с середины 1920-х годов: в Уголовный кодекс РСФСР 1926 г. были включены статьи об имущественных, должностных, хозяйственных преступлениях.
Статья 109 предусматривала наказание за злоупотребление служебным положением в корыстных целях, 116-я — за растрату, 129-я — за заключение заведомо невыгодных для государства сделок, 162-я (пункты «г», «д») — за кражу государственного имущества, 169-я, часть 2 — за мошенничество. Уже тогда наказание по преступлениям против государственного имущества было жестче, чем по притязаниям на личное имущество.
Например, за кражу личного имущества, совершённую впервые и без сговора с третьими лицами, полагались лишение свободы или принудительные работы до трех месяцев, а максимально — год лишения свободы. За обычную кражу государственного имущества полагались до 2 лет лишения свободы или год принудительных работ, за квалифицированную кражу — до пяти лет. Мошенничество в отношении частного лица могло быть наказано лишением свободы до двух лет, в отношении государства — до пяти. Максимальный срок лишения свободы статьям УК РСФСР 109, 116 и 129 достигал 10 лет.

После коллективизации и начала голода в некоторых районах СССР наказания за хищение социалистической собственности были ужесточены по предложению И.В.Сталина: в особо тяжких случаях за них даже полагался расстрел. Мотивируя необходимость столь жестоких мер, Сталин писал наркому сельского хозяйства Л.Кагановичу и руководителю правительства В.Молотову: 
Капитализм не мог бы разбить феодализм, он не развился бы и не окреп, если бы не объявил принцип частной собственности основой капиталистического общества, если бы он не сделал частную собственность священной собственностью, нарушение интересов которой строжайше карается и для защиты которой он создал своё собственное государство. Социализм не сможет добить и похоронить капиталистические элементы и индивидуально-рваческие привычки, навыки, традиции (служащие основой воровства), расшатывающие основы нового общества, если он не объявит общественную собственность (кооперативную, колхозную, государственную) священной и неприкосновенной. Он не может укрепить и развить новый строй и социалистическое строительство, если не будет охранять имущество колхозов, кооперации, государства всеми силами, если он не отобьёт охоту у антиобщественных, кулацко-капиталистических элементов расхищать общественную собственность.
4 июня 1947 года был издан указ «Об уголовной ответственности за хищение государственного и общественного имущества», после которого постановление ЦИК и СНК СССР от 7 августа 1932 года (7.8.1932, отсюда "Закон семь-восемь") «Об охране имущества государственных предприятий, колхозов и кооперации и укреплении общественной (социалистической) собственности» утратил силу.  Одновременно был принят указ «Об усилении охраны личной собственности граждан». Тем самым была установлена градация собственности: государственная, общественная, личная. За посягательство на государственную и общественную собственность наказание было выше.
По указу 1947 года расхищение социалистической собственности каралось лишением свободы на срок от 7 до 10 лет с конфискацией имущества или без неё.
Этот же подход отразился в Уголовном кодексе РСФСР 1960 года,  провозгласившем задачей этого акта защиту общественного строя СССР,  социалистической собственности, личных прав и свобод граждан, а также социалистического правопорядка от преступных посягательств.
Статья 93, ч.1, дополнившая УК законом от 25 июля 1962 года, допускала применение смертной казни к виновным в хищениях в особо крупных размерах (на сумму свыше 10 тысяч рублей и с учётом значимости похищенного для народного хозяйства).  Применение смертной казни за такие преступления было отменено  законом РСФСР от 5 декабря 1991 года, когда Россия уже начала повсеместный отказ от социализма в пользу капитализма.

## Ликвидация социалистической собственности
25 июня 1990 года Совет Министров СССР принял постановление, в соответствии с которым на базе заводов КамАЗа было создано одно из первых акционерных обществ РСФСР и Советского Союза — АО «КамАЗ», в котором 51 % акций должны были остаться в общесоюзной собственности, остальные предполагалось продать. 5 сентября 1991 года началась продажа акций трудовому коллективу. 10 сентября состоялся конкурс для юридических лиц, в результате которого акционерами КамАЗа стали 230 предприятий и организаций.
3 июля 1991 года был принят Закон РСФСР «О приватизации государственных и муниципальных предприятий в РСФСР», которым приватизацию общенародной собственности поручили  Государственному комитету РФ по управлению государственным имуществом (Госкомимущество России).  В ноябре 1991 года его председателем стал Анатолий Чубайс.
До середины 1992 года Верховный Совет РФ принял ряд законов и постановлений, регламентирующих процессы приватизации и банкротства хозяйственных субъектов, в том числе и Законы РФ «Об именных приватизационных счетах и вкладах в РСФСР» и Закон «О собственности в РСФСР».
С ноября 1991 г. начался этап форсированной приватизации. В его основу был положен указ No.341 Президента РФ от 29/12/1991, утвердивший «Основные положения программы приватизации государственных и муниципальных предприятий на 1992 год». Указ No.66 от 29/1/1992 «Об ускорении приватизации государственных и муниципальных предприятий» определял практический механизм приватизации.
В результате приватизации значительная часть предприятий России, являвшихся общенародной собственностью, перешла в частную собственность практически за бесценок, создав основу для появления олигархов, огромного экономического расслоения населения России и полная деградации страны как в культурном, так и в промышленном и научном плане.